# Воронежский, Сергей Петрович
Серге́й Петро́вич Воро́нежский (укр. Сергій Петрович Воронежський; род. 25 июня 1967, Херсон) — советский и украинский футболист, защитник. Победитель первого чемпионата Украины по футболу (1992). Мастер спорта Украины.

## Биография
Сергей Воронежский родился в Херсоне, где и начал заниматься футболом в местной ДЮСШ-3 под руководством Сергея Кузовенкова и Филиппа Гришкова. В 17-летнем возрасте дебютировал за местный «Кристалл», а уже в следующем году стал одним из ключевых игроков команды. Из-за службы в рядах вооружённых сил СССР сезон 1986 года Воронежский начал на любительском уровне, в севастопольском СКЧФ, где провёл 3 года, после чего вернулся в родной «Кристалл» в составе которого провёл ещё почти 150 матчей в играх чемпионатов СССР и Украины.
Вторую половину первого чемпионата Украины, провёл в составе симферопольской «Таврии», которая стала в том году стала чемпионом Украины. Участвовал в финальном матче чемпионата, против киевского «Динамо». В следующем сезоне, в составе «Таврии» провёл 4 матча в Лиге Чемпионов.
В 1993 году перешёл в состав одесского «Черноморца», однако закрепится в составе команды не смог, после чего вернулся в Херсон. В родном городе задержался лишь на год, приняв предложение житомирского «Полесья», где выступал с 1994 по 2000 год. По завершении профессиональной карьеры выступал в любительских клубах «Таврия» (Новотроицкое), «КЗЭСО» (Каховка) и «Укрречфлот» (Херсон).

## Достижения

### Командные
- Чемпион Украины: 1992
- Бронзовый призёр чемпионата Украины: 1992/1993

### Индивидуальные
- Мастер спорта Украины: 1992